# Edith Peres-Lethmate
Edith Peres-Lethmate (* 28. Juli 1927 in Koblenz; † 21. April 2017 ebenda) war eine deutsche Bildhauerin.

## Leben und Beruf

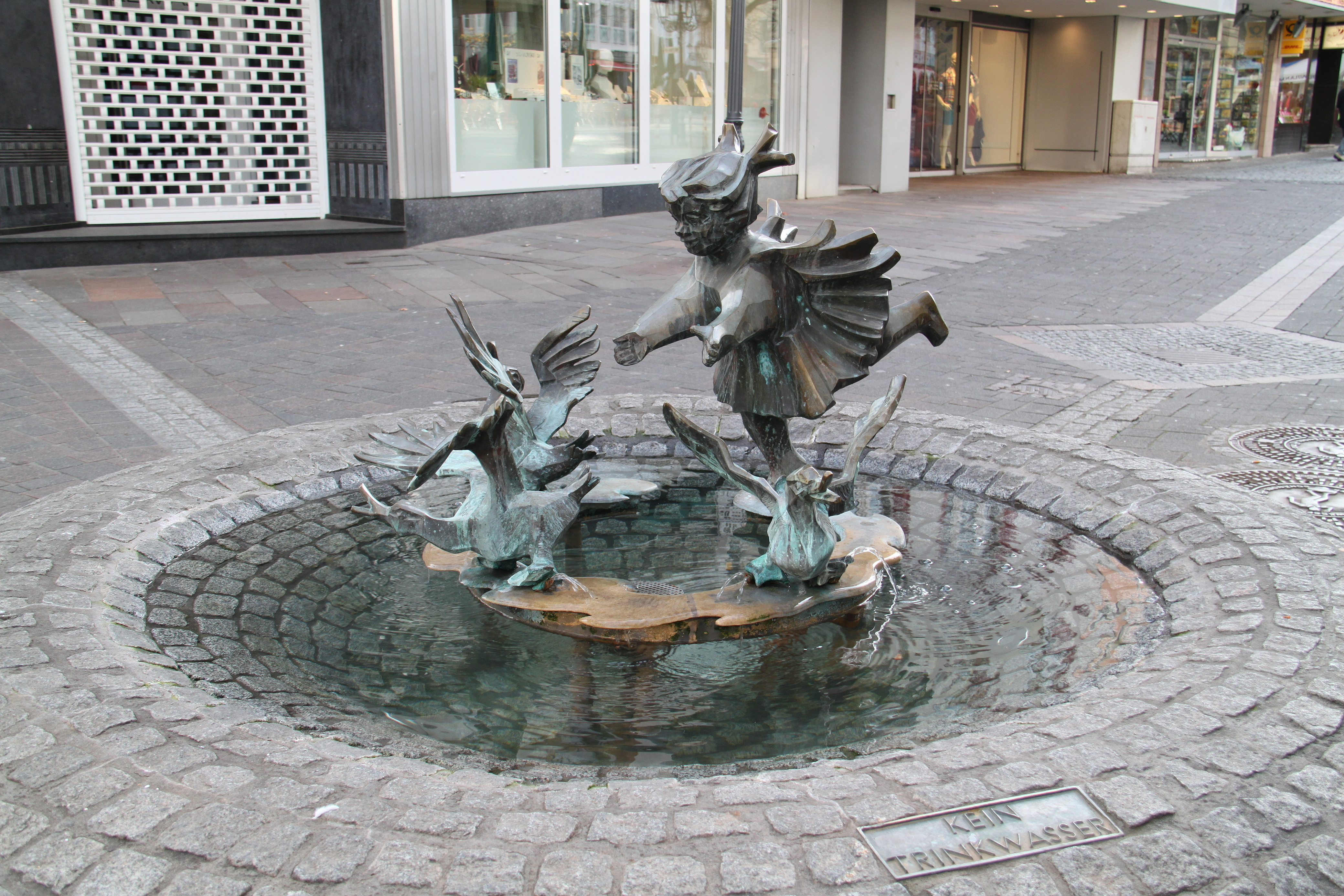
Der Entenbrunnen im Entenpfuhl in der Altstadt von Koblenz

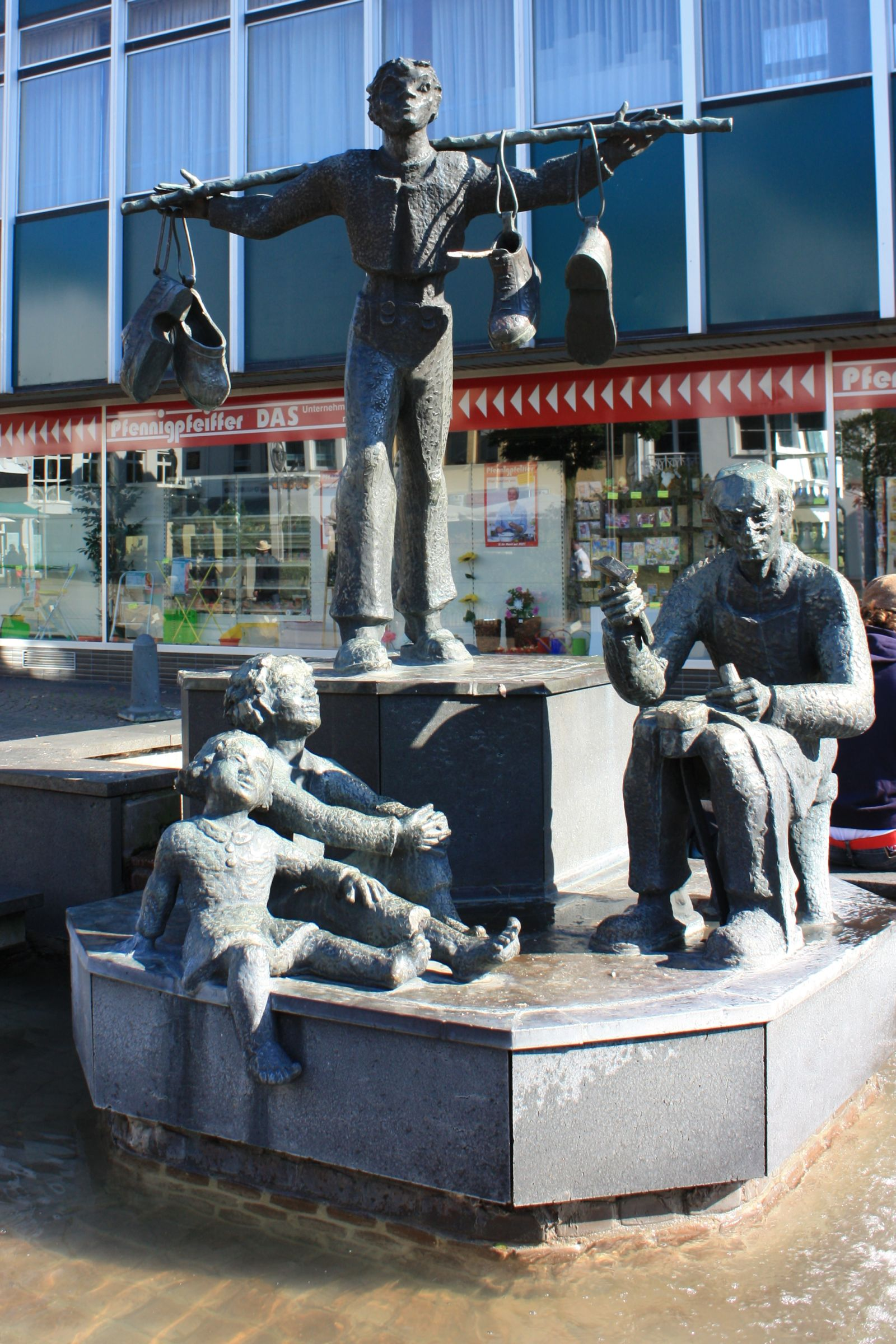
Der Schusterjungenbrunnen in Montabaur

Edith Peres-Lethmate erlernte in ihrer Ausbildung den Umgang mit vielfältigen Holzbearbeitungen. Dazu kam eine Bildhauerlehre, wo sie das Bearbeiten von Ton, Glas und Metall erlernte. Da sie selbst seit ihrer Kindheit viel Sport ausübte, ist sie vor allem für ihre Sportplastiken bekannt geworden. Darüber hinaus führte sie viele Arbeiten für Kirchenausstattungen aus. Sie unternahm Studienreisen nach Palästina, Ägypten, Indien, Nepal, Mexiko, Indonesien, USA und Japan, auf denen sie sich für ihre Kunst inspirieren ließ. Ihre Ausstellungen waren in Frankfurt, Köln, Berlin, Basel, Dijon, Los Angeles und San Francisco zu sehen. Sie war Mitglied im Landesverband bildender Künstler Rheinland-Pfalz (BBK) und in der Arbeitsgemeinschaft bildender Künstler am Mittelrhein (AKM). Edith Peres-Lethmate starb nach längerer Krankheit am 21. April 2017 in ihrer Heimatstadt.

## Werke (Auswahl)
- Winzerin aus Muschelkalkstein vor der Westdeutschen Genossenschafts-Zentralbank in Koblenz (1955)
- Dreifaltigkeitsbildnis über dem Altar der Jesuitenkirche in Koblenz (1959)
- Figur des heiligen Michael in der Pfarrkirche St. Josef in Koblenz
- Entenbrunnen im Entenpfuhl in der Altstadt von Koblenz (1979)
- Brunnen „Die kleinen Tauzieher“ vor der Hauptstelle der Sparkasse Koblenz
- Riesiges Wandrelief zu Max von Schenkendorf an der Geschäftsstelle Schenkendorfplatz der Sparkasse Koblenz
- Kreuzweg in St. Mauritius in München
- „Kind mit Fisch“ im Freibad Oberwerth in Koblenz
- Schusterjungenbrunnen in Montabaur
- Pietà in Weißenthurm
- Freiplastik “Vogelflug” in Ingolstadt

## Ehrungen
- 24. Juni 1982: Verdienstorden des Landes Rheinland-Pfalz
- 31. August 1998: Verdienstorden der Bundesrepublik Deutschland